# NGC 5623
NGC 5623 (другие обозначения — UGC 9260, MCG 6-32-35, ZWG 192.21, PGC 51598) — эллиптическая галактика (E) в созвездии Волопас.
Этот объект входит в число перечисленных в оригинальной редакции «Нового общего каталога».